# Uganda Juniors
Das Uganda Juniors (auch Uganda Junior International genannt) ist im Badminton die offene internationale Meisterschaft von Uganda für Junioren und damit das bedeutendste internationale Juniorenturnier in Uganda. Es wurde erstmals im Februar 2014 ausgetragen.

## Die Sieger
| Saison    | Herreneinzel                        | Dameneinzel           | Herrendoppel                       | Damendoppel                                | Mixed                             |
| --------- | ----------------------------------- | --------------------- | ---------------------------------- | ------------------------------------------ | --------------------------------- |
| 2014      | Habeeb Temitope Bello               | Dorcas Ajoke Adesokan | nicht ausgetragen                  | nicht ausgetragen                          | nicht ausgetragen                 |
| 2015 2017 | nicht ausgetragen                   | nicht ausgetragen     | nicht ausgetragen                  | nicht ausgetragen                          | nicht ausgetragen                 |
| 2018      | Mohamed Mostafa Kamel               | Halla Bouksani        | Brian Kasirye Muzafar Lubega       | Halla Bouksani Linda Mazri                 | Sifeddine Larbaoui Linda Mazri    |
| 2019 2021 | nicht ausgetragen                   | nicht ausgetragen     | nicht ausgetragen                  | nicht ausgetragen                          | nicht ausgetragen                 |
| 2022      | Khemtish Rai Nundah                 | Anupama Upadhyaya     | Khemtish Rai Nundah Jason Francois | Tracy Naluwooza Fadilah Mohamed Rafi       | Paul Makande Fadilah Mohamed Rafi |
| 2023      | Bharath Latheesh                    | Sanika Dhawan Gurav   | Lucas Douce Khemtish Rai Nundah    | Mysha Omer Khan Taabia Khan                | Dev Vishnu Taabia Khan            |
| 2024      | Lucas Douce                         | Prashansa Bonam       | Arafat Tendo Kibirige Akbar Oduka  | How Hong Chiara Kate How Hong Elsa Caitlin | Lucas Douce Tiya Bhurtun          |
| 2025      | Sugi Sai Bala Singha Gopinath Singh | Sakshi Kurbkhelgi     | Sachin Jhajharia Angad Muchhal     | Tiya Bhurtun Layna Luxmi Chiniah           | Amer Mohammed Nabiha Shariff      |